# Fábrica de harinas La Esperanza
La fábrica de harinas La Esperanza fue fundada en Alcalá de Henares por Sergio Real Hernández en 1916, clausurando su actividad en 1988. Esta industria electro-harinera fue una de las primeras de sus características instaladas en Madrid, estaba diseñada en desarrollo vertical distribuyendo las fases productivas en distintas alturas, a la manera de las fábricas manchesterianas. Aun conserva su edificio neomudéjar y gran parte de su equipamiento original, por lo que está incluida en el Catálogo del Patrimonio Industrial de España y ha sido declara Bien de Interés Cultural por la Comunidad de Madrid en la categoría de Interés Industrial.

## Historia

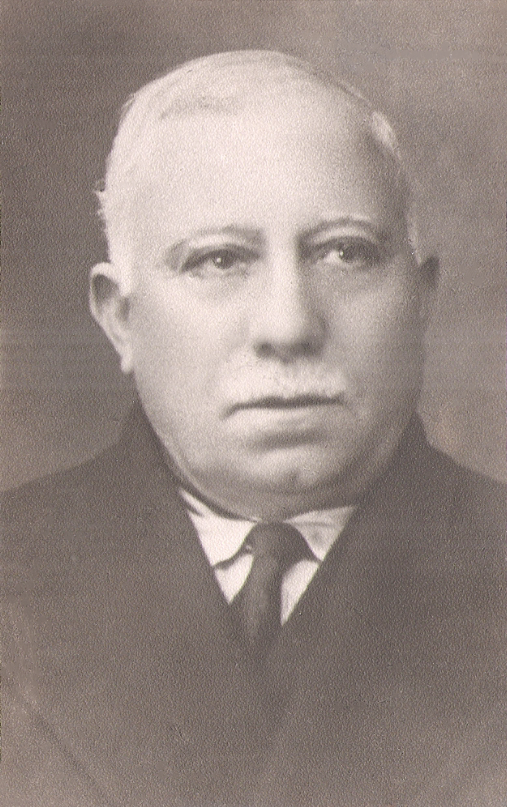
Sergio Real Hernández.

La fábrica de harinas "La Esperanza", de Alcalá de Henares, fue fundada en 1916 por Sergio Real Hernández, maestro harinero con experiencia en la gestión de la industria del ramo. Estuvo apoyado por Roberto Schatzmann (representante de la casa suiza de maquinaria y molinos Daverio-Henrici & Cie.) para establecer una de las primeras fábricas electroharineras de la zona, sobre el solar de la antigua "Central Eléctrica Complutense", perteneciente a la familia Azaña, próximo al trazado de la vía ferroviaria Madrid-Barcelona. La edificación del inmueble fue encargada al constructor madrileño Martín Lago Pérez, constituido por una fábrica, un almacén y una vivienda.
Por aquella época, en Alcalá había cuatro molinos basados en el aprovechamiento de la energía hidráulica, esta nueva fábrica supuso la transformación industrial harinera del sector, al emplear molinos de cilindros que funcionaban mediante energía eléctrica. Este nuevo sistema mecanizado de trituración y refinado de harinas, denominado austrohúngaro, fue difundido por la casa suiza Daverio. Otra ventaja, era evitar que este tipo de instalaciones se ubicaran necesariamente en los cauces fluviales, pasando a situarse próximos a las instalaciones ferroviarias, para favorecer el transporte y distribución de sus productos.
La fábrica arrancó con una plantilla de seis empleados; y con molinos de cilindros y plansichters (cernedores) de la marca Daverio, y con motores eléctricos y transformadores Oerlikon, de la empresa Schindler y Behn. En 1917 se amplió la fábrica comprando una parcela contigua. Y para 1919 se habían edificado un silo, cocheras, nuevos almacenes y, una década después, la casa familiar que se conserva en la actualidad. En 1921 se liquidaron todas las deudas económicas contraídas en la construcción de las instalaciones y puesta en marcha de la producción. La electrificación de la harinera era total, moliendo unos 12.000 kg diarios, llegando a alcanzar en la década de los años 30 los 22 000 kg diarios, con una capacidad de almacenamiento de 1,5 millones de kg. Tras el fallecimiento de Sergio Real, la fábrica continuó produciendo a cargo de sus herederos hasta la década de los años 70, cuando es adquirida por diversos particulares, cesando definitivamente su funcionamiento en 1988.
Posteriormente pasó a titularidad municipal. En 1990 se redactó un proyecto de rehabilitación para transformar parcialmente sus instalaciones en un complejo educativo, constituido por la "Escuela Oficial de Idiomas" y el "Centro de Educación para Adultos Don Juan I" (en la actualidad integrado en la Escuela Oficial de Idiomas). La nave de molinos sigue sin uso pero en buen estado, y conserva gran parte de su equipamiento industrial original.

## Edificio

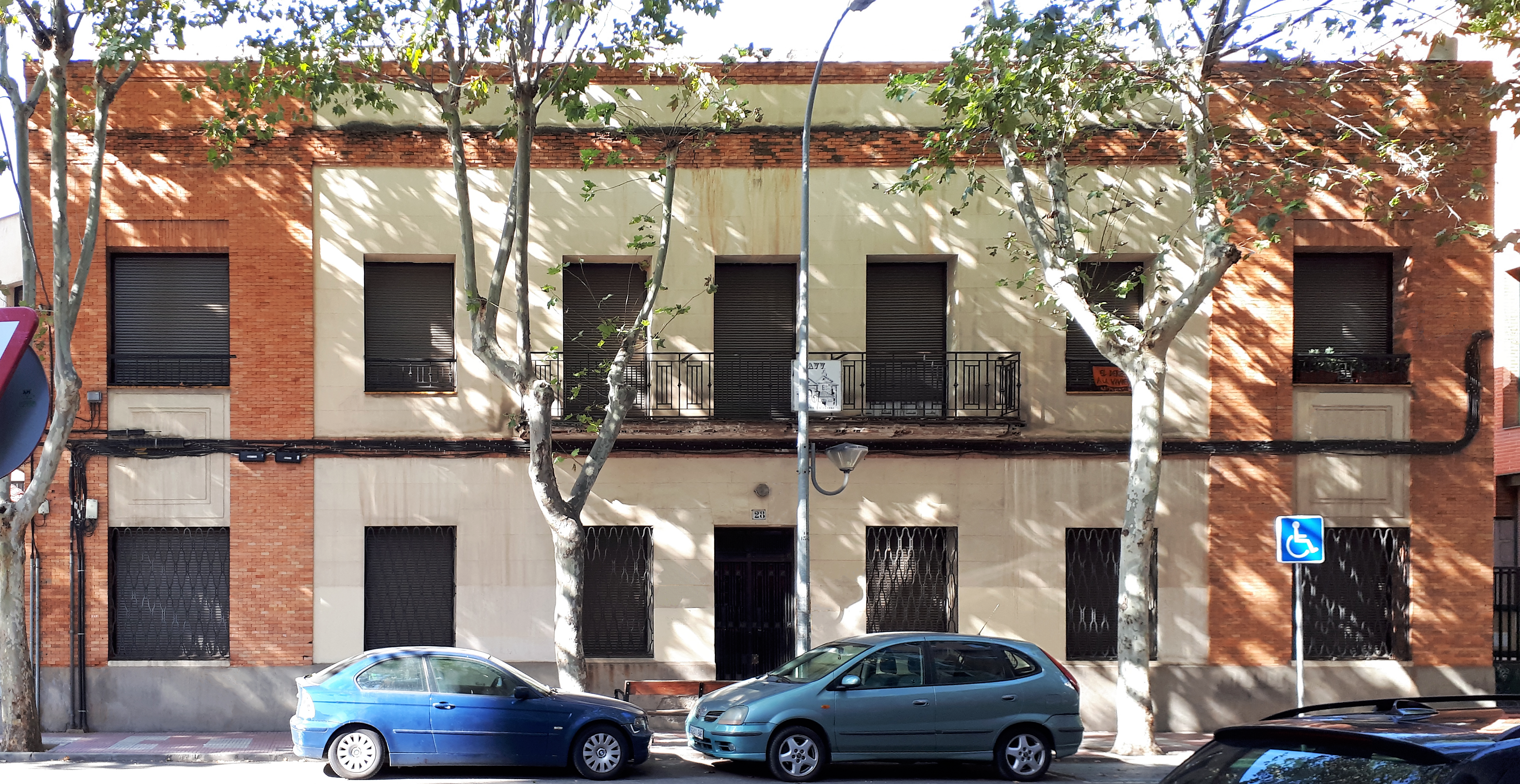
Vivienda familiar de la Fábrica de harinas La Esperanza.

La antigua fábrica de harinas La Esperanza se localiza en el núcleo urbano de Alcalá de Henares, en la manzana delimitada por las calles Daoiz y Velarde (por donde está la entrada), Infancia, Andrés Llorente y Luis Astrana Marín (por la que asoma la fachada de la nave de molinos). En la parcela, junto a los tres edificios de la antigua fábrica, se sitúan dos inmuebles contemporáneos dedicados a actividades culturales que forman parte de la Escuela Oficial de Idiomas, todos en torno a un patio central.
El edificio industrial principal era la "nave de molinos", por ser donde se desarrollaba la totalidad del proceso productivo. Además, se conservan otras dos construcciones: el "almacén", que reutiliza el inmueble de la antigua Central Eléctrica Complutense, y la "vivienda familiar de los propietarios de la empresa", que cuenta con un refugio subterráneo construido durante la Guerra Civil.
La nave de molinos es un inmueble de estilo neomudéjar de planta rectangular, de 32,54 por 8,70 metros, y altura repartida en sótano, planta baja, entreplanta y planta primera. Construido en fábrica de ladrillo visto, con paramentos conformados mediante un aparejo a tizón o a la española. Cuenta con numerosos huecos (ventanas y accesos) en la fachada, coronados por dinteles en arco de ladrillos a soga o sardinel, necesarios para la ventilación e iluminación interior. Dispone de una cubierta a dos aguas de teja árabe con hastiales escalonados. Las vigas y columnas son de fundición; y de madera noble, bien conservada, son el resto de los elementos arquitectónicos interiores.
El espacio se distribuye en una planta baja, desde la que se accede a todos espacios de producción mediante escaleras de madera. Se desciende al sótano, donde se encuentra el sistema motriz. Se asciende a la entreplanta, en la que se ubican los molinos. Y también a la planta primera, más diáfana que la anterior, en la que se ubican los plansichters y los sasores (empleados para el cernido de la harina) y parte del sistema de empacado de la harina.

## Instalaciones

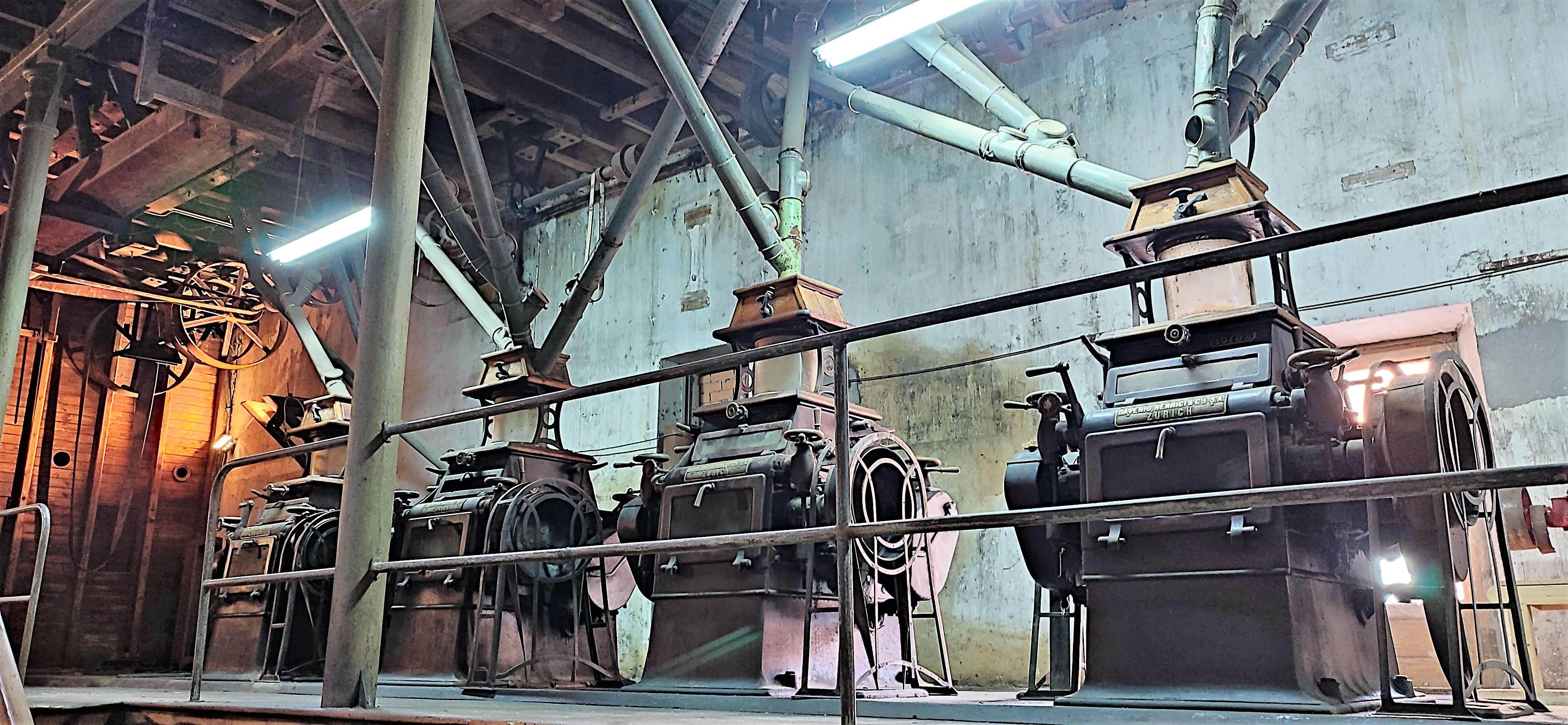
Molinos mecánicos de la compañía suiza "Daverio, Henrici & Cie".

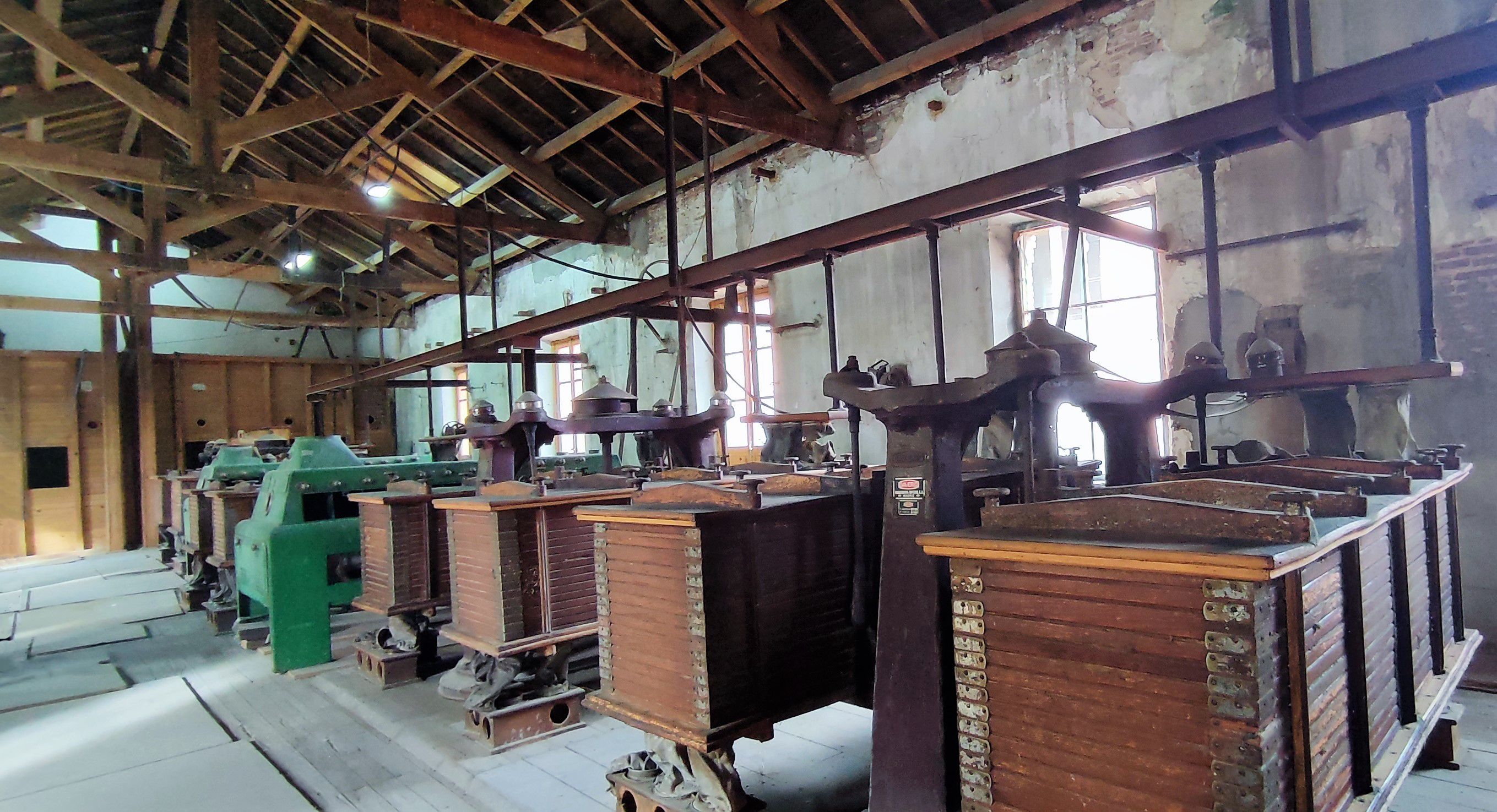
Plansichters dobles de 1916.

La fábrica conserva numeroso equipamiento histórico. La mayor parte de la maquinaria data de los inicios de la actividad de la fábrica en 1916, distribuido de la siguiente forma:
- Planta sótano: sistema motriz de ejes y ruedas, que distribuía el movimiento a la maquinaria empleada en las distintas fases productivas a lo largo de las dos plantas del edificio.

- Planta baja: sistema de elevador a cangilones, una empacadora de sacos de harina, y cilindros de recambio para los molinos y otro tipo de utillaje.

- Entreplanta (sala de molienda): seis molinos mecánicos de cuatro cilindros de sistema austrohúngaro de la compañía suiza Daverio, Henrici & Cie; cuatro de ellos, que se empleaban en la molienda del grano, tienen cilindros de trituración estriados, y dos molinos tienen cilindros lisos, empleados para la compresión del grano. Aspiradores helicoidales de pequeño tamaño, fabricados por la firma suiza Bühler. Elevadores de cucharillas y ciclón recolector de polvo.

- Planta primera (sala de limpia y cernido): un depósito de harinas, una columna cepilladora o decantadora de la marca suiza Daverio, cuatro plansichters dobles de la patente Daverio para el tamizado o cernido, dos sasores dobles (o tornos centrífugos) de la marca Robinson de los años sesenta, un recolector de polvo o filtro de mangas, una mezcladora de harinas, un rociador automático de la marca Daverio, una báscula de fundición de la marca Arisó y Cía, y un depósito de grano o tolva.

## Funcionamiento

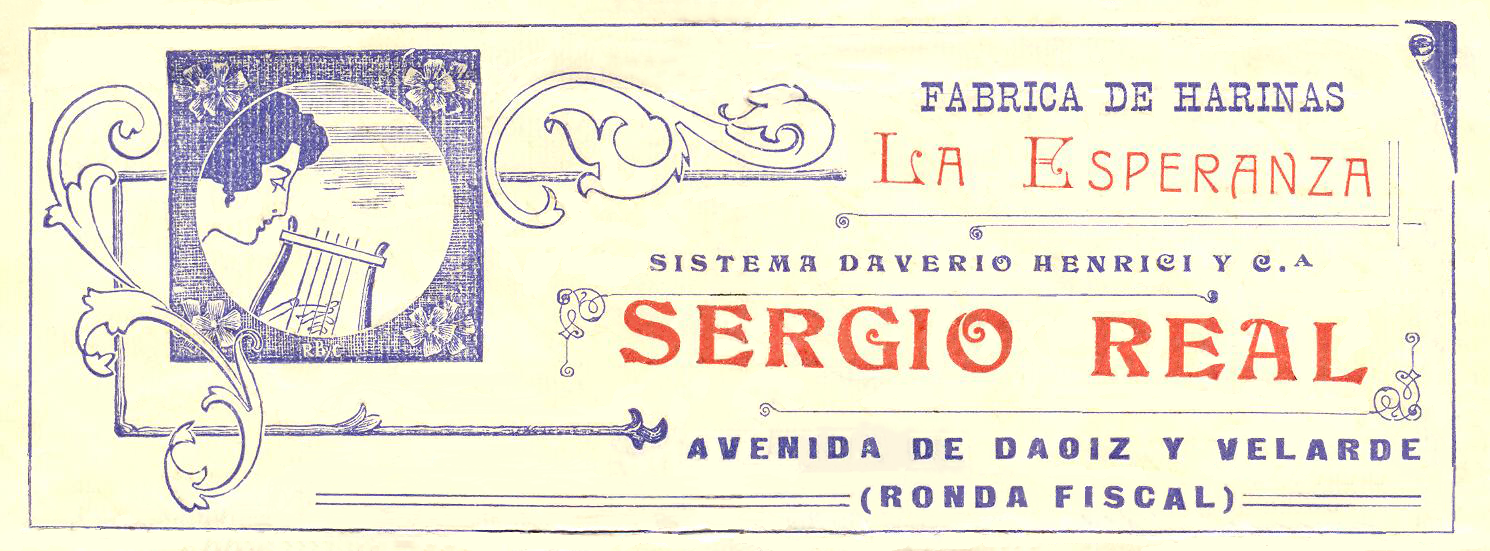
Membrete publicitario de la Fábrica.

"Dentro de la fábrica el proceso productivo seguía un recorrido vertical. Comenzaba en la parte superior con las operaciones de limpia en la que se eliminaban las impurezas de los granos, para iniciar a continuación una primera molienda en la parte baja del edificio. Tras la misma, el grano pasaba nuevamente al nivel superior donde se realizaba el cernido o tamizado separando por tamaño el producto procedente de la molturación. Posteriormente se realizaban sucesivas moliendas hasta alcanzar el refinado de harina deseado. El sistema contaba, por tanto, con maquinaria para la fase de limpia y cernido en la parte alta, como
plansichters y sasores, molinos de cilindros para la molienda del grano en la parte baja, y máquinas para el ensacado e instalaciones complementarias como las poleas de distribución de fuerza, conductos de distribución del grano y harinas, y depósitos."

## Patrimonio Industrial Español
Esta fábrica constituye un vestigio material de la incipiente industrialización de la ciudad alcalaína, en la que tuvo un importante papel la producción harinera, cuando se pasó del aprovechamiento de la energía hidráulica, en ingenios formados por ruedas de molino, al sistema austrohúngaro compuesto por molinos de cilindros electrificados. Por lo que está incluida en el Catálogo del Patrimonio Industrial de España del Instituto del Patrimonio Cultural de España del Ministerio de Cultura y Deporte. Y ha sido declara Bien de Interés Cultural por la Comunidad de Madrid en la categoría de Interés Industrial.